# Marcelinho Paulista
Marcelo José de Souza, mais conhecido como Marcelinho Paulista (Cotia, 13 de setembro de 1973), é um ex-futebolista brasileiro que atuava como volante.
Atuou sete vezes pela Seleção Brasileira de Futebol, participando inclusive dos Jogos Olímpicos de 1996, em Atlanta. Jogou também pela Seleção Brasileira de Futebol no Torneio Pré-Olímpico de 1996, quando foi chamado, já com a competição em andamento, para o lugar de Zé Elias que acabou sofrendo uma lesão. Na ocasião o jogador estava em plena lua-de-mel e teve que ir às pressas para Tandil.
Marcelinho chegou a atuar como gerente de futebol do Avaí Futebol Clube. Ele assumiu a função no dia 15 de maio de 2012 e deixou o cargo em 16 de janeiro de 2013.

## Títulos
Corinthians
- Campeonato Paulista: 1995[4]
- Copa do Brasil: 1995
- Troféu Ramón de Carranza: 1996
- Taça da Solidariedade: 1994

Botafogo
- Taça Guanabara: 1997
- Campeonato Carioca: 1997

Seleção Brasileira
- Torneio Pré-Olímpico de Futebol: 1996

Estácio de Sá
- Campeonato Carioca - 3ª divisão: 2005